# Henner Henkel
Heinrich Ernst Otto Henkel dit Henner, né le 9 octobre 1915 à Poznań dans l'Empire allemand et mort le 13 janvier 1943 à Stalingrad en Union soviétique, est un joueur allemand de tennis.

## Biographie
Henner Henkel a remporté le tournoi de Roland-Garros en simple et en double en 1937. Il a également remporté les Internationaux des États-Unis en double en 1937 et a été finaliste, toujours en double, des Internationaux d'Australie et du Tournoi de Wimbledon en 1938.
Il joue son dernier tournoi en été 1942 à Bad Pyrmont où il atteint la finale. Il avait reçu sa convocation militaire pendant le tournoi. Blessé à la jambe lors de la bataille de Stalingrad, il meurt des suites de ses blessures le 13 janvier 1943,.

## Palmarès

### Titre en simple
- 1937 : Internationaux de France

### Titres en double
- 1937 : Internationaux de France (avec Gottfried von Cramm), US National Championships (avec Gottfried von Cramm)

### Finales en double
- 1938 : Australian Championships (avec Gottfried von Cramm), Wimbledon (avec Georg von Metaxa)

### Finale en double mixte
- 1938 : Wimbledon (avec Sarah Fabyan)